# Derek Royle
Derek Royle (Londres, Reino Unido, 1929 — Reino Unido, 23 de Janeiro de 1990) foi um actor inglês.
É mais conhecido pelo seu trabalho na série cómica de televisão 'Allo 'Allo! onde interpretava a personagem Monsieur LeClerc.

## Biografia
A sua cara é mais conhecida do que o seu nome para os espectadores ingleses, mesmo assim actuou em filmes e na televisão em toda a sua carreira, tendo começado em meados de 1960, até á data de sua morte. Teve o papel principal no filme sobre os Beatles, Magical Mystery Tour em 1967, bem como um papel menor com Cilla Black no filme Work Is A Four-letter Word, um ano mais tarde. A sua maior presença foram em filmes de comédia, tais como Don't Just Lie There, Say Something!, de 1973.
O seu maior sucesso pessoal foi no programa infantil de televisão, Hogg's Back de 1975, no papel de Doutor Hogg. Um dos seus sucessos internacionais foi a participação num episódio de Fawlty Towers, o The Kipper and The Corpse onde interpreta um cadáver. Participou também numa reedição de Indiscreet de 1988 e na nova versão da BBC da história de Lord Peter Wimsey.